# Guan Xing
Guan Xing (vereinfacht: 关兴, traditionell: 關興, Pinyin: Guān Xìng), stilisiert Anguo (安國) war der älteste leibliche Sohn des Shu-Generals Guan Yu zur Zeit der Drei Reiche im alten China.

## Leben
Als Guan Xings Vater Guan Yu und dessen Adoptivsohn Guan Ping im Jahre 219 nach der Schlacht von Fancheng von den Wu-Truppen gefangen genommen und hingerichtet wurden, erbte Guan Xing das Kommando seines Vaters und folgte ihm in seine Fußstapfen. Er wurde vom Shu-Kanzler Zhuge Liang gefördert und erhielt schon im Alter von 19 Jahren eine hohe militärische Position, starb aber wenige Jahre später unter unbekannten Umständen.
Guan Xing hinterließ einen Sohn mit Namen Guan Tong.

## In derGeschichte der drei Reiche
Die historische Novelle Die Geschichte der Drei Reiche von Luo Guanzhong ist eine romantische Verklärung der Zeit der Drei Reiche. Die historisch aufgezeichneten Daten der betreffenden Personen werden darin durch Fiktion ausgeschmückt.
In Kapitel 81 wird ein Wettstreit mit Zhang Feis Sohn Zhang Bao erwähnt. Die beiden Krieger eifern darum, wer die Kampagne gegen das Wu-Kaiserreich zur Rache ihrer Väter anführen darf. Liu Bei bittet sie darauf, Brüderschaft zu schließen, wie einst ihre Väter, und die beiden werden enge Freunde und helfen Wu Ban (吴班), der die Vorhut anführen sollte. Fortan sollten Guan Xing und Zhang Bao unzertrennlich sein.
In Kapitel 83 tötet Guan Xing den Wu-Kommandanten Pan Zhang (潘璋), der einst unter Lu Mengs Kommando seinen Vater Guan Yu gefangen genommen hatte. Angeblich fährt Guan Yus Geist in den Wu-Kommandanten und lässt ihn vor Schreck erstarren, so dass Guan Xing leichtes Spiel hat. So erringt Guan Xing den Guan Dao zurück, seines Vaters Waffe. Als sich später die ehemaligen Shu-Offiziere Mi Fang and Fu Shiren (die zu Wu übergelaufen sind und Guan Yus Tod verschuldeten) Liu Bei unterwerfen, verzeiht ihnen Liu Bei nicht und befiehlt Guan Xing, sie vor Guan Yus Altar hinzurichten.
In Kapitel 91 wird Guan Xing zum Kommandanten der Linken Wache (帳前左護衛使) und zum „Aufsteigenden-Drachen-General“ (龍驤將軍) ernannt. Dann folgt er dem Premierminister Zhuge Liang auf seine Nördlichen Expeditionen und stirbt in Kapitel 102 an einer Krankheit.